# Henryk Józef Mościcki
Henryk Józef Mościcki (ur. 10 czerwca 1911 w Warszawie, zm. 29 sierpnia 1960 tamże) – polski historyk, działacz ruchu robotniczego.

## Życiorys
Studiował historię na Uniwersytecie Warszawskim. Brał udział w kampanii wrześniowej, był więziony w oflagu Woldenberg. W latach 1946–1950 kierował Archiwum Głównego Urzędu Kontroli Prasy i Widowisk, później pracował w Wydziale Historii Partii przy Komitecie Centralnym PZPR (od 1957 pod nazwą Zakład Historii Partii).
Zebrał bogate materiały dotyczące X Pawilonu Cytadeli Warszawskiej, był inicjatorem utworzenia tam muzeum (co nastąpiło już po jego śmierci w 1963). Był jednym z redaktorów albumu Warszawa w rewolucji 1905 roku (1956), reedycji pisma "Proletariat" z lat 1883-1884 (1957), Pamiętnika X Pawilonu (1958). Opracował Materiały do bibliografii PPS w latach 1892-1948 (1960).